# Маркин, Владислав Александрович
Владислав Александрович Маркин (род. 10 августа 1945) — советский футболист, полузащитник. Тренер.

## Биография
Занимался в спортивной роте «Динамо» Семипалатинск у Владимира Алексеевича Котлярова, в который в 1963 году пригласил Маркина в «Цементник». После игр за молодёжную сборную Казахской ССР в числе других игроков попал в «Кайрат» Алма-Ата. Дебютировал 11 октября 1965 в матче второй группы класса «А» против «Локомотива» Челябинск (1:0), заменив получившего в предыдущем матче Ченцова. Через четыре дня забил за команду первый гол — в ворота харьковского «Авангарда» (2:0).
В одном из предсезонных матчей 1967 года нанес сопернику тяжёлую травму и был дисквалифицирован «Кайратом» на один круг. Затем был отчислен за нарушение спортивного режима и выступал за «Металлург» Чимкент. В конце сезона перешёл в московский «Локомотив», провёл в чемпионате за два года 22 матча, забил один гол — 30 апреля 1969 в ворота «Кайрата» (1:1). В конце 1969 года отказался от перехода в московское «Динамо» и вернулся в «Кайрат». В 1974 году после прихода Фальяна был вынужден уйти из команды и в следующем году завершил карьеру в «Целиннике» Целиноград.
Обладатель Кубка международного спортивного союза железнодорожников (1971).
Тренировал детскую сборную Казахской ССР, с которой дважды выступал на Всесоюзной спартакиаде школьников. Окончил Высшую школу тренеров в Москве. Инспектор матчей казахстанской суперлиги.